# Kompania graniczna KOP „Lewacze”

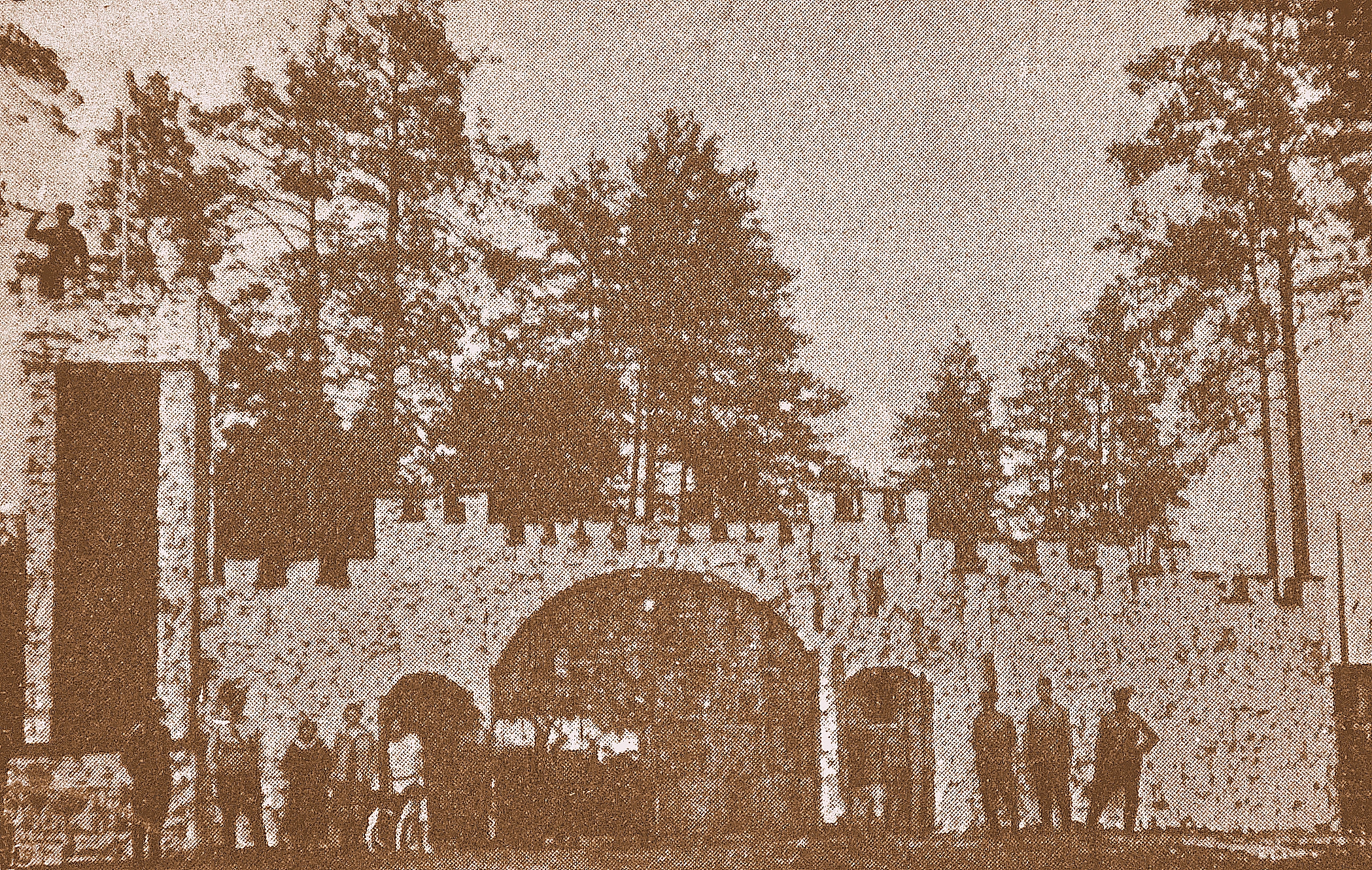
Brama wjazdowa do koszar odwodu kompanii w Lewaczach około 1927

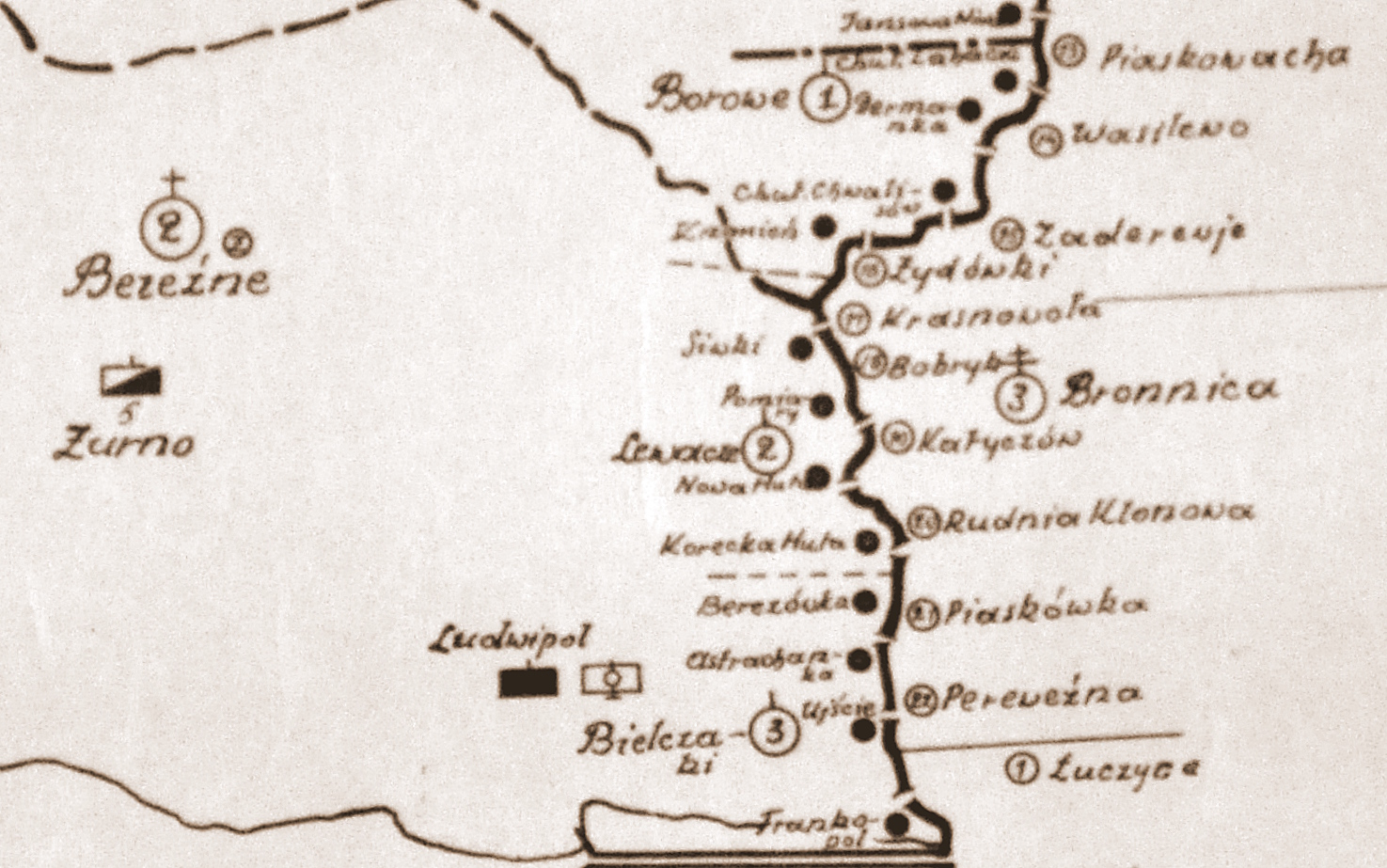
Rozmieszczenie batalionu KOP „Bereźne” w 1931

Kompania graniczna KOP „Lewacze” – pododdział graniczny Korpusu Ochrony Pogranicza pełniący służbę ochronną na granicy polsko-radzieckiej.

## Formowanie i zmiany organizacyjne
Na podstawie rozkazu szefa Sztabu Generalnego L. dz. 12044/O.de B./24 z 27 września 1924, w pierwszym etapie organizacji Korpusu Ochrony Pogranicza, sformowano 2 batalion graniczny , a w jego składzie 22 kompanię graniczną KOP „Lewacze”.
W listopadzie 1936 kompania liczyła 2 oficerów, 7 podoficerów, 4 nadterminowych i 86 żołnierzy służby zasadniczej.
W 1939 2 kompania graniczna KOP „Lewacze” podlegała dowódcy batalionu KOP „Bereźne”.

## Służba graniczna
Podstawową jednostką taktyczną Korpusu Ochrony Pogranicza przeznaczoną do pełnienia służby ochronnej był batalion graniczny. Odcinek batalionu dzielił się na pododcinki kompanii, a te z kolei na pododcinki strażnic, które były „zasadniczymi jednostkami pełniącymi służbę ochronną”, w sile półplutonu. Służba ochronna pełniona była systemem zmiennym, polegającym na stałym patrolowaniu strefy nadgranicznej i tyłowej, wystawianiu posterunków alarmowych, obserwacyjnych i kontrolnych stałych, patrolowaniu i organizowaniu zasadzek w miejscach rozpoznanych jako niebezpieczne, kontrolowaniu dokumentów i zatrzymywaniu osób podejrzanych, a także utrzymywaniu ścisłej łączności między oddziałami i władzami administracyjnymi. Miejscowość, w którym stacjonowała kompania graniczna, posiadała status garnizonu Korpusu Ochrony Pogranicza.
2 kompania graniczna „Lewacze” w 1934 ochraniała odcinek granicy państwowej szerokości 16 kilometrów 800 metrów. Po stronie sowieckiej granicę ochraniały zastawy „Krasnowola”, „Bobryk”, „Kałyczów” i „Rudnia Klonowa” z komendantury „Bronnica” .
Wydarzenia:
- W meldunku sytuacyjnym z 27 stycznia 1925 napisano:

Na pododcinku kompanii między słupami 1845 i 1846 przytrzymano dwie kobiety, które uciekły z Rosji. Przekazano je Policji Państwowej w Korcu.
23 stycznia 1925 o godz. 2.30 na pododcinku kompanii bolszewicy urządzili demonstrację ze śpiewami i oddali kilka strzałów w górę.
Kompanie sąsiednie:
- 1 kompania graniczna KOP „Borowe” ⇔ 3 kompania graniczna KOP „Bielczaki” – 1928[10], 1929[11], 1931[8] , 1932[12], 1934[13], 1938[14]

## Struktura organizacyjna
Strażnice kompanii w latach 1928–1938 
- strażnica KOP „Siwki”[d]
- strażnica KOP „Pomiary”[e]
- strażnica KOP „Nowa Huta”[f]
- strażnica KOP „Korecka Huta”[g]

Organizacja kompanii 17 września 1939:
- dowództwo kompanii
- 1 strażnica KOP „Siwki”
- 2 strażnica KOP „Pomiary”
- 3 strażnica KOP „Nowa Huta”
- 4 strażnica KOP „Korecka Huta”

## Dowódcy kompanii
- kpt. Stanisław Getter (był 1 X 1928 −)[16]
- kpt. Jan Bojarski (28 III 1930 − 28 VI 1933 → dowódca kompanii odwodowej)[16]
- kpt. Cyprian Chodzko (25 VI 1933 −)[16]
- kpt. Tadeusz Osmolak[h] (– 1939)
- kpt. Jan Adamek[i] (IX 1939)[19]